# Bell 30
Bell 30 (Model 30) – amerykański śmigłowiec eksperymentalny zaprojektowany przez inżyniera Arthura M. Younga, będący pierwszym wiropłatem wytwórni Bell Aircraft Corporation. Na bazie doświadczeń zdobytych przy projektowaniu i budowie maszyny stworzono bezpośredniego następcę Modelu 30, śmigłowiec Bell 47.

## Historia
Arthur Middleton Young był amerykańskim matematykiem, absolwentem Princeton University, który eksperymentował z budową modeli śmigłowców wolnych od momentu reakcyjnego z wirnikami o napędzie bezpośrednim. Jedną z jego konstrukcji był napędzany silnikiem elektrycznym model z trójłopatowym wirnikiem, który obracał się dzięki pracy dodatkowych śmigiełek zamontowanych na końcu z każdej łopaty wirnika głównego. Niestety żywotność śmigłowca i podobnych jemu modeli trwała bardzo krótko. Śmigiełka urywały się, rozlatywały się wirniki, nie mówiąc już o kontroli i długotrwałości lotu. Young odszedł od idei napędu bezpośredniego na korzyść napędu wirnika poprzez wał. Zbudowany model z elektrycznym silnikiem nie miał problemów z oderwaniem się od ziemi, miał problem z zachowanie stateczności. Budując dziesiątki bardzo prostych modeli śmigłowców z napędem gumowym, używając tylko tektury i drewna doszedł do wniosku, że modele są stateczne w momencie gdy środek ich masy znajduje się w płaszczyźnie wirowania łopat wirnika. W 1941 roku Young zbudował w oparciu o swoje doświadczenia i wyniki model jednowirnikowego śmigłowca ze śmigłem ogonowym, które poznał dzięki wykładom Igora Sikorskiego. Model był sterowany przewodowo, zachowywał dobrą stabilność lotu i manewrowość. W tym samym roku Young opatentował swój samostateczny wirnik. Kolejnym krokiem Younga było znalezienie wytwórni, która sfinansuje budowę pełnoskalowego śmigłowca. Pierwsze rozmowy z wytwórniami lotniczymi nie były zbyt zachęcające dopiero Lawrence Bell, założyciel Bell Aircraft Corporation zobaczył w projekcie Younga wizje przyszłości. Odkupił od niego projekt, dał mu do dyspozycji 250 tys. dolarów i zatrudnił na stanowisku głównego inżyniera nowo powstałego wydziału śmigłowcowego z zadaniem budowy dwóch prototypów śmigłowca. Young wraz ze współpracownikami dostał do dyspozycji kilka opuszczonych garaży samochodowych Gardenville. 18 grudnia 1942 roku z jednego z nich wytoczono ukończony pierwszy prototyp śmigłowca Bell Model 30-1, który otrzymał również nazwę własną Genevieve. Maszyna miała otwartą kabinę pilota w kratownicowym kadłubie oraz rurową belkę ogonową. Pod osią dwułopatowego wirnika głównego znajdował się, umieszczony pionowo, sześciocylindrowy silnik tłokowy Franklin 6ACV-268, który poprzez przekładnie napędzał wirnik. Wirnik stabilizowany był prętem z przyczepionymi do niego ciężarkami. Na początku stycznia do Gardenville przybył szef pilotów Bella Robert Stanley. Stanley nie był zachwycony pomysłem budowy śmigłowca, pomimo tego zażądał aby umożliwiono mu poderwanie maszyny w powietrze. Konstrukcja przechodziła dopiero próby na ziemi i Young nie był zachwycony pomysłem Stanleya. Gdy tylko Stanley wzbił się w powietrze, utrzymywany przy ziemi linami śmigłowiec zaczął wykonywać gwałtowne, w najmniejszym stopniu niekontrolowane przez pilota ruchy. Były one tak gwałtowne, że nieprzypięty pasami do fotela Stanley wystrzelił ze śmigłowca, przeleciał przez obracające się łopaty wirnika i wylądował w zaspie na ziemi. Śmigłowiec doznał poważnych uszkodzeń, Stanley poza złamaniem nadgarstka, żadnych. W odbudowanym drugim prototypie zamiast rury tworzącej belkę ogonową zastosowaną konstrukcję kratownicową. Tym razem pierwszym pilotem, który poderwał ukończoną maszynę w powietrze był sam Young, który co prawda nie posiadał żadnego doświadczenia pilotażowego, ale konstrukcja była na uwięzi, a sam Young uważał, że ma dostateczne przygotowanie teoretyczne. Pierwszy całkowicie swobodny lot maszyny odbył się 26 czerwca 1943 roku.